# Tipula albifasciata
Tipula albifasciata är en tvåvingeart som beskrevs av Pierre Justin Marie Macquart 1838.
Tipula albifasciata ingår i släktet Tipula och familjen storharkrankar. Inga underarter finns listade i Catalogue of Life.